# 米卡埃爾·維德紐斯
烏爾夫·米卡埃爾·維德紐斯（瑞典語：Ulf Michael Widenius，1962年3月3日—），常暱稱作蒙提（Monty），芬蘭程式設計師與企業家，開放原始碼數據庫MySQL的主要設計者，同時也是MySQL AB公司的創始成員和現任MariaDB的首席技術官。

## 生平

### 早年生活
維德紐斯在1962年3月3日出生於赫爾辛基，為芬蘭瑞典族。在從赫爾辛基理工大學中途輟學後，他於1981年開始為Tapio Laakso Oy工作。到了1985年，維德紐斯與艾倫·拉爾森（Allan Larsson）一起在瑞典創辦一間名叫TCX DataKonsult AB的資料倉儲公司。1995年，他開始與大衛·阿克馬克一同編寫MySQL數據庫的第一個版本，並於隔年公開。2003年，維德紐斯獲頒芬蘭軟件年度創業家獎。
在MySQL AB於2008年被昇陽電腦收購前，他一直都是MySQL AB的首席技術官，同時也是MySQL開發的主要推動者之一。

### 昇陽收購MySQL
維德紐斯於2008年1月將MySQL AB出售予昇陽，MySQL AB在2008年的資本收益約為1660萬歐元（總收入達1680萬歐元），使他在那年成為芬蘭十大最高收入者之一。2009年2月5日，維德紐斯宣佈離開昇陽，以開創自己的公司。

### 離開昇陽之後
2009年12月12日，維德紐斯請求MySQL客戶遊說歐盟執行委員會（EC）展開關於甲骨文收購昇陽的辯論，原因是其擔心前者會獨攬MySQL，此舉導致了一個名叫「拯救MySQL」的在線請願活動。
離開昇陽之後，維德紐斯創立Monty Program AB並開發出MySQL的分支——以其最小的女兒瑪莉亞（Maria）命名的MariaDB。它同時也包含數個由公司自己和社群開發的補丁和插件，其中一個為從Maria重命名，以避免與MariaDB混淆的亞莉亞（Aria）資料庫引擎。Monty Program AB接著與SkySQL合併，後來改名為MariaDB公司（MariaDB Corporation）。維德紐斯還是MariaDB基金會的首席技術官，該基金會是一個負責推廣、維護和發展MariaDB代碼庫、社群和生態系統的非營利組織。
開放數據庫聯盟（ODBA）是一個於2009年由Monty Program和Percona的組織。據其第一次公告所指：「開放數據庫聯盟將由一群公司合作，共同為MariaDB提供軟件、支援和服務。MariaDB是一個企業級，由社區開發的MySQL分支」。

## 個人生活
維德紐斯與其第二任妻子安娜（Anna）、女兒瑪莉亞（Maria）一起在赫爾辛基居住；他的前妻生育有女儿米（My，MySQL得名于她）和兒子馬克斯（Max）。

## 外部連結
- 官方网站
- askmonty.org （页面存档备份，存于）
- iTWire interview （页面存档备份，存于）